# Manicule
Une manicule est la représentation typographique d'une main fermée avec l'index tendu (par exemple, « ☞ ») , originellement tracée en marge d'un manuscrit pour attirer l'attention du lecteur sur le passage en regard ou souligner son intérêt.
Bien que devenu rare en imprimerie, ce symbole était d'usage courant jusqu'au XVIIIe siècle et faisait partie de la liste des marques des références avec l'astérisque, les obèles, le symbole paragraphe, et le pied-de-mouche. Il est tombé en désuétude avec l'arrivée des machines à écrire, une taille suffisante pour être visible ne pouvant être mise en œuvre ; il n'a pas été inclus dans ASCII mais fut toutefois présent dans l'Unicode.

## Histoire

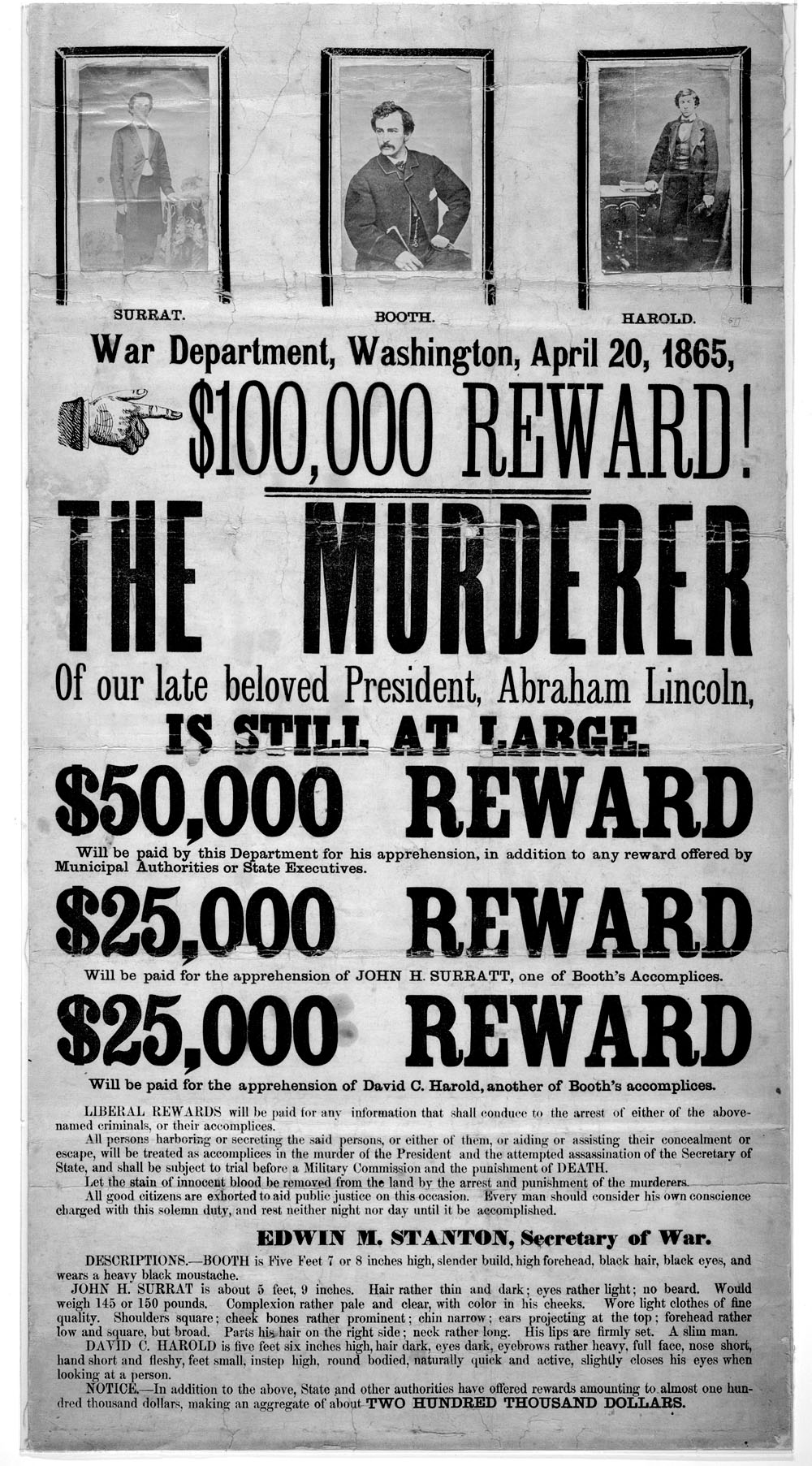
1865. Avis de recherche.

Jusqu'à l'arrivée de la machine à écrire au XIXe siècle, la manicule conservait le même rôle typographique que lors de son apparition au Moyen âge pour attirer le regard du lecteur sur un titre, une citation ou un paragraphe de livre. Avec le développement de l'imprimerie et de la presse offset, ce signe se popularise sur de nouveaux supports et avec d'autres usages.

### XIXesiècle
À partir de la fin du XIXe siècle, l'index pointé devint très populaire dans les publications, les publicités et les panneaux directionnels. Certains signes furent même imprimés en relief ou représentés sous forme d'index pointé en trois dimensions. Le service postal américain l'a également utilisé comme indicateur graphique d'un tampon 'retour à l'expéditeur'.

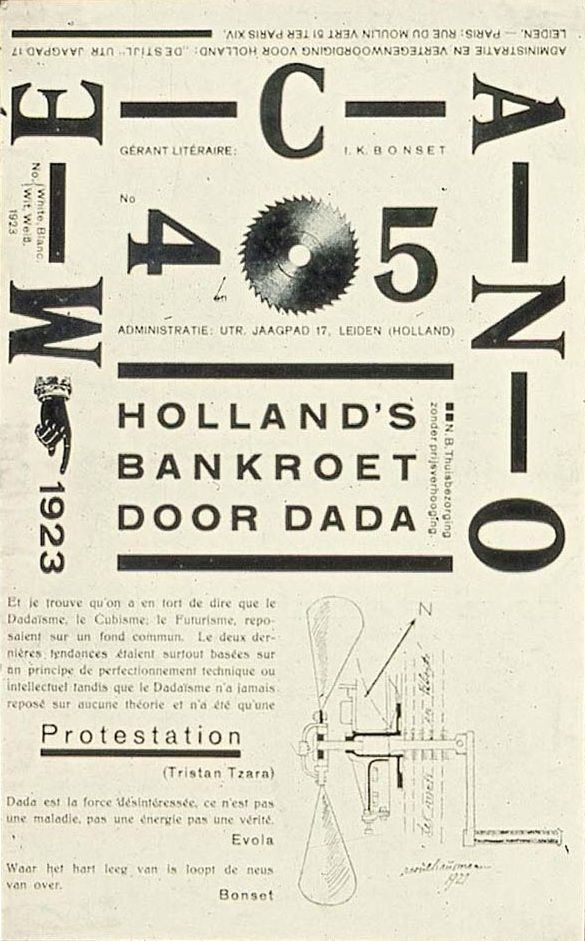
Magazine Mecano. Theo Van Doesburg. 1924.

### XXesiècle
En 1918, Tristan Tzara décide d'utiliser la manicule comme signature et affirmation de la provocation tapageuse dada. Issu du langage commercial populaire, le doigt pointé peut être également associé à l'index criminel ou à l'usurpateur de pouvoir. Placé dans des slogans dada à la manière d'un collage, ce signe se présente soit à l’horizontale (pointe accusatrice ou indicateur de chemin), soit à la verticale (index pointé de mise en garde). Le choix d'un tel signe marque la volonté des dadas de brouiller les pistes, de mélanger le langage commercial, populaire et littéraire, interne et externe. Par la suite, d'autres magazines dada en Europe le réutiliseront. Des artistes surréalistes tels que Max Ernst, ELT Mesens ou René Magritte intégreront également l'index pointé dans certaines de leurs œuvres.
En 1973, l'écrivain de science fiction Kurt Vonnegut a utilisé ce signe à la première ligne de chaque paragraphe de son livre Le Petit Déjeuner des champions. Son but était de créer un effet littéraire en séparant visuellement chaque paragraphe, renforçant ainsi le 'mouvement de conscience' présent dans le texte. Un autre auteur, Thomas Pynchon, a parodié cette marque de ponctuation dans son livre Arc-en-ciel de gravité (1990) en la représentant comme un demi-index pointant une ligne ou un texte.
En linguistique, ce symbole est utilisé dans la théorie de l'optimalité pour identifier le meilleur candidat dans les tableaux théoriques.
En informatique, le symbole apparaît lors du survol d'un lien cliquable avec le pointeur de la souris. Dans ce cas, l'index est dirigé vers le haut, et non vers la droite comme en imprimerie.

### XXIesiècle
En 2013, Le collectif If I Can’t Dance, I Don’t Want To Be Part Of Your Revolution publie un nouvel essai Reading/feelings réfléchissant sur l’interaction de l'écriture avec le langage corporel. La manicule est présente au début de chaque paragraphe et même analysée par l'auteur Vivian Ziherl pour souligner l’interaction du social et politique dans la pratique artistique.

## Unicode
Article détaillé : Table des caractères Unicode/U2600.
On compte dix symboles dans Unicode.
- U+261A ☚ index noir pointant vers la gauche (HTML : &#9754;)
- U+261B ☛ index noir pointant vers la droite (HTML : &#9755;)
- U+261C ☜ index blanc pointant vers la gauche (HTML : &#9756;)
- U+261D ☝ index blanc pointant vers le haut (HTML : &#9757;)
- U+261E ☞ index blanc pointant vers la droite (HTML : &#9758;)
- U+261F ☟ index blanc pointant vers le bas (HTML : &#9759;)
- U+1F446 👆 index de revers de main pointant vers le haut (HTML : &#128070;)
- U+1F447 👇 index de revers de main pointant vers le bas (HTML : &#128071;)
- U+1F448 👈 index de revers de main pointant vers la gauche (HTML : &#128072;)
- U+1F449 👉 index de revers de main pointant vers la droite (HTML : &#128073;)